# Tavagnacco
Tavagnacco (friülà Tavagnà ) és un municipi italià, dins de la província d'Udine. L'any 2007 tenia 14.189 habitants. Limita amb els municipis de Martignacco, Pagnacco, Pasian di Prato, Reana del Rojale, Tricesimo i Udine. Comprèn les fraccions de Dedeà, Branc, Cjavalì, Colugne i Felet.

## Administració
| Període | Identitat      | Partit        |
| ------- | -------------- | ------------- |
| 2004-   | Mario Pezzetta | Llista cívica |